# Mikołaj Bojanek

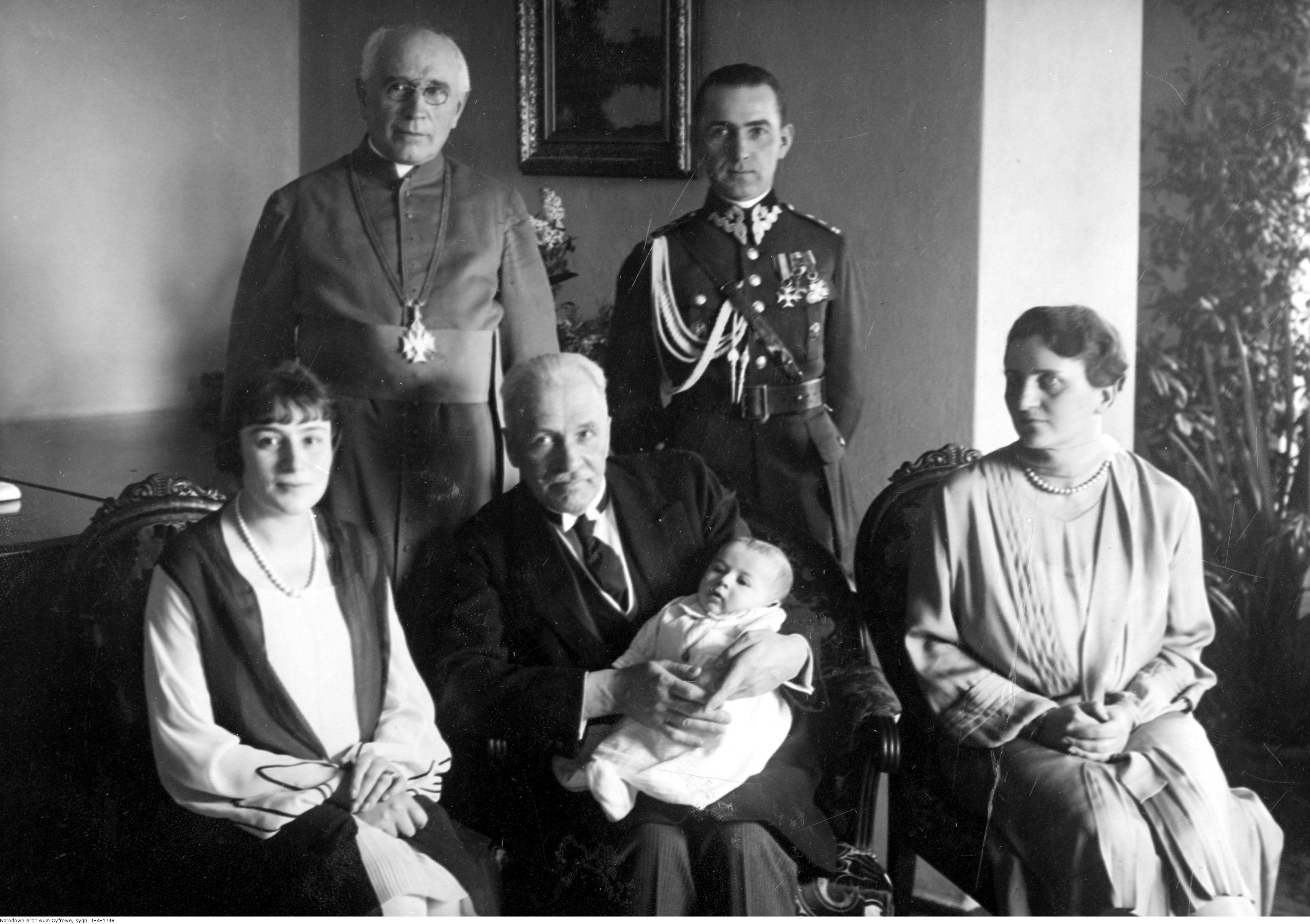
Prezydent RP Ignacy Mościcki z chrześniakiem, synem zastępcy szefa Gabinetu Wojskowego Prezydenta RP. Stoją: ppłk Wojciech Fyda i kapelan przyboczny, ks. prałat Mikołaj Bojanek.

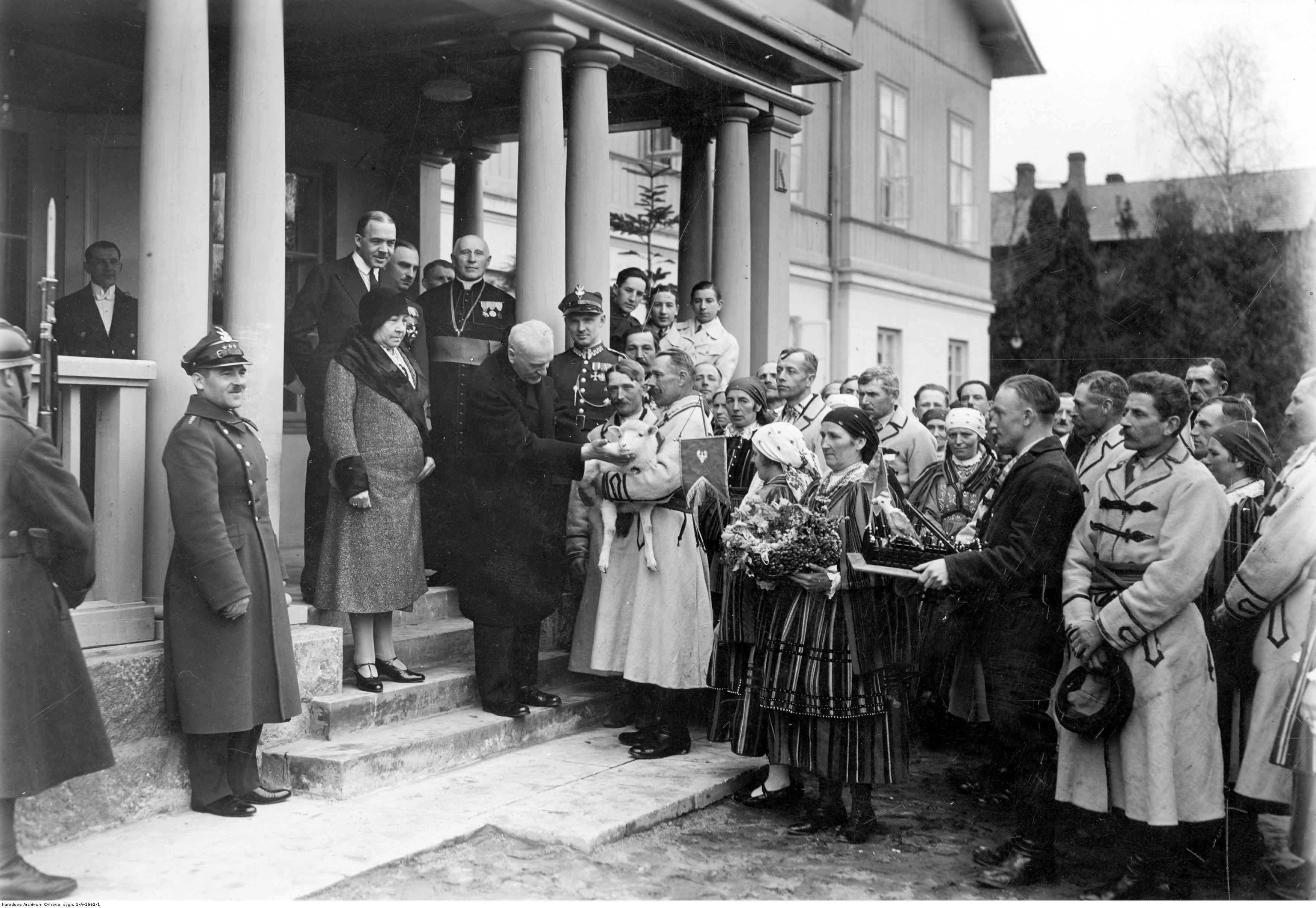
Prezydent RP Ignacy Mościcki z żoną Michaliną w Spale przyjmują dary wielkanocne od mieszkańców; za Prezydentem kapelan ks. Mikołaj Bojanek.

Mikołaj Bojanek (ur. 1 listopada 1865 w Latowiczu, zm. 27 stycznia 1935 w Warszawie) – polski ksiądz, kanonik kapituły łowickiej, kapelan Prezydenta Rzeczypospolitej Polskiej, dziekan Wojska Polskiego.

## Życiorys

### Wykształcenie
Syn Mikołaja i Elżbiety z Mazurków. Wychowywał się w rodzinie powstańców z 1863, a kształcił w Warszawie – początkowo w gimnazjum, a później w seminarium duchownym, które ukończył jako prymus.
Został karnie wydalony z piątej klasy gimnazjum za to, że w obecności kuratora Apuchtina okazał swoje uczucia patriotyczne. 26 stycznia 1890 otrzymał z rąk biskupa Kazimierza Ruszkiewicza święcenia kapłańskie.

### Posługa kapłańska
Po otrzymaniu święceń został wikariuszem w Kutnie. W Kutnie oprócz pracy duszpasterskiej współpracował przy druku ulotek patriotycznych. Rodziny, które także zajmowały się ulotkami były szykanowane i musiały opuścić Kutno, a ks. Bojanek znalazł się pod ścisłym nadzorem policyjnym. Po dwóch latach powrócił do Warszawy jako wikariusz w parafii św. Aleksandra. Wykonując obowiązki kapłańskie, równolegle współpracował z niepodległościowymi organizacjami narodowymi. Pomimo represji nie odstąpił od działalności niepodległościowej. Publicznie odmówił czytania z ambony manifestu carskiego w języku rosyjskim, za co został przeniesiony na probostwo do parafii w Kurzeszynie.

### Okres I wojny światowej
W czasie I wojny światowej dzięki staraniom ks. Bojanka w Grodzisku Mazowieckim powstał pierwszy w Polsce Komitet Pomocy Ofiarom Wojny.
Ks. Bojanek zorganizował także straż obywatelską, szpital, aprowizację oraz doraźną pomoc dla rannych i chorych. Z własnych oszczędności składał ofiary na Legion Puławski, narażając własne życie bronił i opiekował się mieszkańcami Grodziska, bez różnicy wyznania, pochodzenia i przekonań. Wystąpił w obronie Żydów, za co dotkliwie go pobito, a plebanię okradziono i zniszczono.

W końcu 1915 ks. Bojanek poświęcił się działaniom związanym ze stacjonującymi w okolicach Grodziska oddziałami legionowymi – wyjaśniał znaczenie czynu legionowego, łamał nieufność, werbował ochotników, brał udział w decyzjach dowództwa. Wraz z legionistami stawiał w Grodzisku krzyż – pomnik powstańcom 1863, za co otrzymał list dziękczynny powiatowego urzędu zaciągu do Wojska Polskiego, w którym czytamy: 

Gdy Legiony wróciły do Kraju dla przetworzenia się w kadry Armii Polskiej, społeczeństwo nie wszędzie przyjęło swojego żołnierza tak szczerze, jak uczyniłeś to Ty, Najprzewielebniejszy Księże Kanoniku, jak przyjął go Grodzisk.

Ks. Bojanek był represjonowany przez żandarmerię carską za swoją działalność niepodległościową.
W latach 1895–1904 przebywał na probostwach w Pustelniku, Babsku, Kuflewie i Cegłowie, gdzie był administratorem. Od 28 lutego 1902 ponownie w Kuflewie, gdzie dalej pracował, a szczególnie zajmował się tymi, których Rosjanie celowo deprawowali i wykorzystywali do współpracy z ochraną. Przeciwstawiał się z rusyfikacji oraz agitacji międzynarodówki.
15 września 1904 został przeniesiony do Warszawy, gdzie objął obowiązki rektora Seminarium Duchownego. Następnie skierowany na probostwo w Rawie Mazowieckiej, skąd po roku trafił na plebanię w Grodzisku, gdzie został dziekanem i kanonikiem kapituły łowickiej. Był także kanonikiem honorowym warszawskim i sędzią konsystorskim.
Organizował towarzystwa dobroczynne, towarzystwo opieki nad sierotami i został stałym kuratorem szpitala. Zakładał tajne szkoły polskie i przy okazji nauki religii uczył historii Polski.
Oprócz działalności duszpasterskiej i pracy społecznej, przejawiał on zainteresowania naukowe, co zaowocowało napisaniem broszury O kapelanach Wojsk Polskich. Spotkało się to z szykanowaniami ze strony władz rosyjskich.

### Powołanie na funkcję kapelana prezydenta Rzeczypospolitej Polskiej

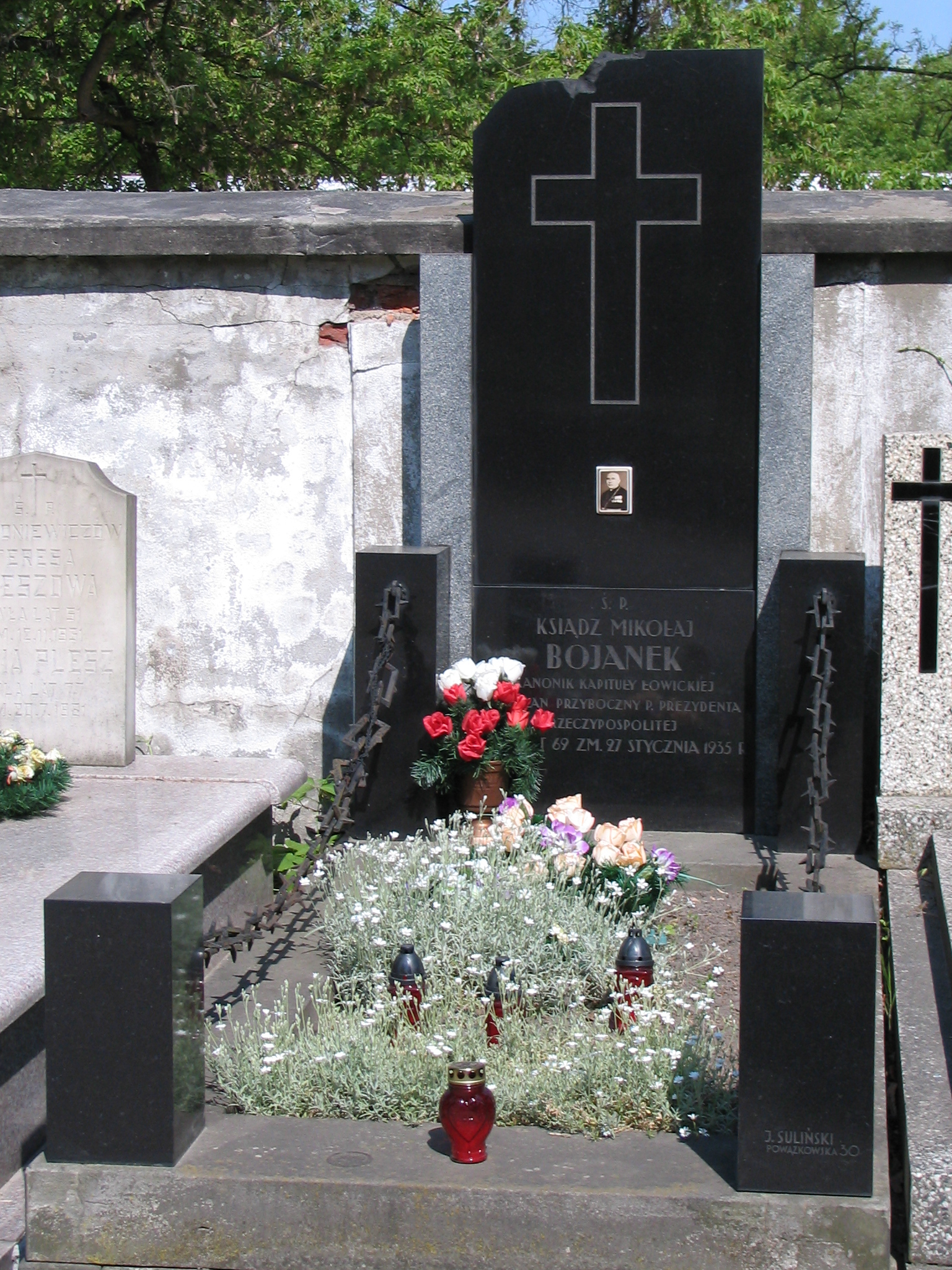
Grób ks. Mikołaja Bojanka

W 1926 za zgodą Stolicy Apostolskiej został zwolniony z urzędu dziekana i proboszcza w Grodzisku i mianowany kapelanem przybocznym Prezydenta Rzeczypospolitej Polskiej. Obejmował duchową opieką całe otoczenie prezydenta.
9 lipca 1928 na podstawie zarządzenia Prezydenta RP został przeniesiony z pospolitego ruszenia do rezerwy duchowieństwa wojskowego z równoczesnym mianowaniem kapelanem rezerwy ze starszeństwem z 1 kwietnia 1928 i 1. lokatą.
21 grudnia 1928 na podstawie zarządzenia Prezydenta RP został skreślony z listy starszeństwa oficerów rezerwowych w duchowieństwie wojskowym wyznania rzymskokatolickiego, w stopniu kapelana ze starszeństwem z 1 kwietnia 1928 i 1. lokatą oraz wpisany na tę samą listę w stopniu dziekana ze starszeństwem z 1 kwietnia 1928 i 1. lokatą.
Minister Spraw Wojskowych powołał go do służby czynnej z dniem 1 grudnia 1928 na stanowisko kapelana przybocznego w Gabinecie Wojskowym Prezydenta RP.
Z dniem 1 czerwca 1931 został przemianowany na zawodowego duchownego wojskowego w stopniu dziekana ze starszeństwem z 1 kwietnia 1928 i 1. lokatą, a z dniem 30 kwietnia 1934 został przeniesiony w stan spoczynku.
Zmarł w Warszawie 27 stycznia 1935, po 44 latach kapłaństwa. Pochowany został na cmentarzu Powązkowskim (pod murem ul. Tatarskiej, grób 256).

## Ordery i odznaczenia
- Krzyż Oficerski Orderu Odrodzenia Polski (9 listopada 1932)[9]
- Złoty Krzyż Zasługi (16 marca 1928)[10]
- Medal Niepodległości (4 listopada 1933)[11]
- Medal Pamiątkowy Za wojnę 1918–1921
- Medal Dziesięciolecia Odzyskanej Niepodległości[1]

## Osiągnięcia i wyróżnienia
Wydał monografię historyczną Kościół i parafia w Grodzisku, w której kilka rozdziałów stanowiło pamiętnik własny autora. Zbierał również materiały do historii kapituły łowickiej, których nie zdążył opublikować.
Jego imię nosi jedna z ulic w centrum Grodziska Mazowieckiego

## Literatura dodatkowa
- Stefan Pomarański: Bojanek Mikołaj. W: Polski Słownik Biograficzny. T. 2: Beyzym Jan – Brownsford Marja. Kraków: Polska Akademia Umiejętności – Skład Główny w Księgarniach Gebethnera i Wolffa, 1936, s. 235. Reprint: Zakład Narodowy im. Ossolińskich, Kraków 1989, ISBN 83-04-03291-0.